# Struktura organizacyjna
Struktura organizacyjna (Struktura organizacji) – sposób formalnej organizacji – zestaw elementów (komórek organizacyjnych (działów lub innych wyodrębnionych części) wewnątrz organizacji) oraz powiązań między nimi (przepływów informacji, formalny podział obowiązków, przynależności itp.).
Pozwala określić formalne relacje i zależności oraz podział uprawnień i odpowiedzialności. Struktura organizacyjna może dotyczyć organizacji kilku różnych zewnętrznych komórek, które pracują wspólnie, a nawet komórek zewnętrznych, które mają własną organizację, jednak zorganizowały współpracę poszczególnych swoich części, np. działów czy brandów. Na strukturę organizacyjną składają się następujące elementy:

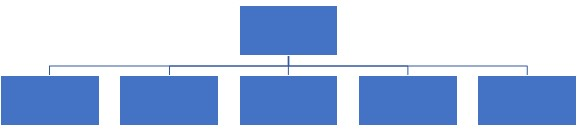
Struktura organizacyjna płaska

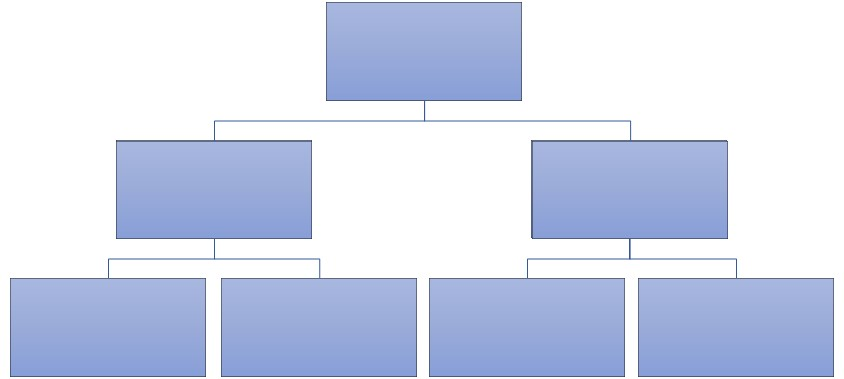
Struktura organizacyjna wysmukła

- schemat organizacyjny,
- regulamin organizacji,
- opis poszczególnych stanowisk.

## Charakterystyka
Struktura organizacyjna jest zazwyczaj w większych organizacjach ujmowana w schemat organizacyjny i wyznaczana jest przez szereg czynników, do których należą:
- formalizacja,
- departamentalizacja,
- centralizacja – decentralizacja,
- rozpiętość kierowania,
- podział pracy,
- linia podporządkowania.

### Typy struktur organizacyjnych
- struktura liniowa (prosta),
- struktura sztabowa,
- struktura sztabowo-liniowa,
- struktura funkcjonalna,
- struktura macierzowa,
- struktura organizacji wirtualnej,
- struktura dywizjonalna.

Struktury organizacyjne ze względu na rozpiętość kierowania dzielą się na struktury płaskie, wówczas rozpiętość kierowania jest duża i struktury smukłe, wówczas rozpiętość kierowania jest mała. W zależności od przyjętego typu, można wyróżnić struktury mechanistyczne, charakteryzujące się małą elastycznością, oraz elastyczne struktury organiczne, które łatwo ulegają transformacji pod wpływem zmieniającego się otoczenia organizacji.

### Więzi
Pomiędzy komórkami (jednostkami) organizacyjnymi możemy wyróżnić więzi:
- Hierarchiczne (służbowe, liniowe) – określające formalne podporządkowanie podwładnych przełożonym,
- Funkcjonalne (doradcze) – określające pełnienie funkcji pomocniczo-doradczej wobec innych członków organizacji,
- Techniczne – określające zależność (często chronologiczną) poszczególnych jednostek w ramach danego procesu technologicznego,
- Informacyjne – określające sposób obiegu informacji w danej organizacji między poszczególnymi jednostkami.